# جائزة الكرة الذهبية 1970
جائزة الكرة الذهبية 1970، جائزة سنوية تُعطى لأفضل لاعب كرة القدم في العالم من طرف مجلة فرانس فوتبول الفرنسية، كما تقرره لجنة دولية من الصحفيين الرياضيين، وفاز بالجائزة في 1970 اللاعب الألماني الغربي غيرد مولر لاعب بايرن ميونخ. ويعتبر أول لاعب من بايرن ميونخ يفوز بالجائزة.

## الترتيب
| الترتيب | اللاعب     | النادي          | الجنسية         | النقاط |
| ------- | ---------- | --------------- | --------------- | ------ |
| 1       | غيرد مولر  | بايرن ميونخ     | ألمانيا الغربية | 77     |
| 2       | بوبي مور   | وست هام يونايتد | إنجلترا         | 70     |
| 3       | لويجي ريفا | كالياري         | إيطاليا         | 65     |